# محمود أباد (دليجان)
محمود أباد (بالفارسية: محمودآباد) هي قرية تقع في مركزي في إيران.